# Église Saint-Pierre-aux-Liens de Vaise
L'église Saint-Pierre-aux-Liens de Vaise est un édifice affecté au culte catholique situé dans le 9e arrondissement de Lyon, en France. Il fait partie de la paroisse Saint-Gabriel.

## Situation
L'église se trouve dans le quartier de Vaise, au carrefour de la rue Saint-Pierre de Vaise et du boulevard Antoine-de-Saint-Exupéry. Elle est à 90 m en retrait de la Saône, à 150 m en aval du pont Clemenceau (pont dans le prolongement du tunnel de la Croix-Rousse).

## Histoire

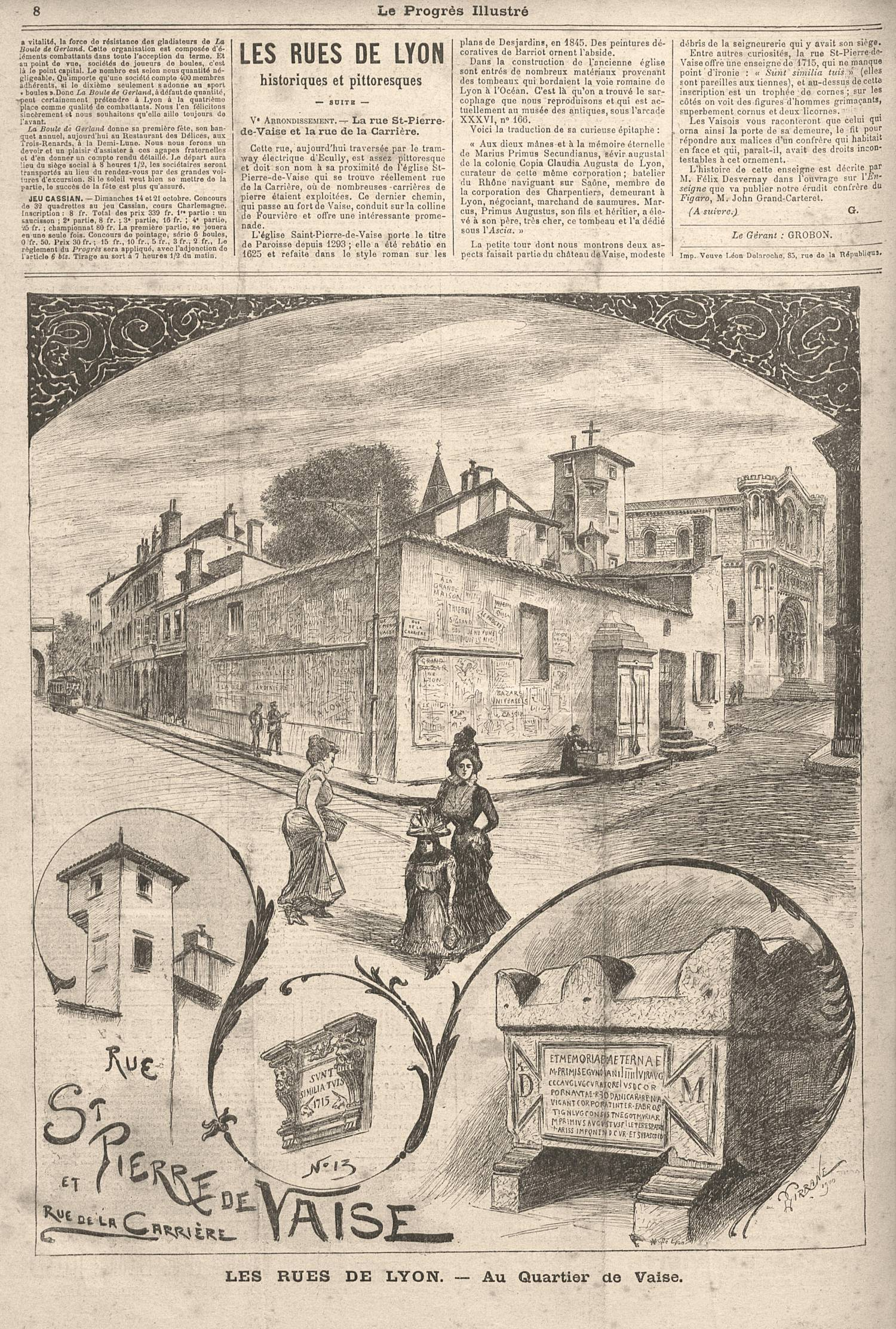
gravure de l'église dans le Progrès illustré

L'église se situe à l'emplacement d'un premier lieu de culte dédié à saint Baudille, mentionné dès 878. La première église nommée « Saint-Pierre de Vaise » est construite en 1050.
Une nouvelle construction fut entreprise de 1843 à 1846 par l'architecte Tony Desjardins, architecte diocésain à qui l'on doit notamment la restauration de l'hôtel de ville de 1854 à 1863, la construction du grand séminaire, de Saint-Bernard, etc. Le style choisi est néo-roman.
Le fronton de la façade ainsi que la statuaire extérieure sont l'œuvre du sculpteur Guillaume Bonnet. Le tympan figure le Christ trônant dans une mandorle, entouré du Tétramorphe. De manière générale, un grand soin a été apporté à la composition de la façade, mais en négligeant les autres parties de l'église dont le parement ou l'enduit, suivant les surfaces, a été traité avec une sobriété qui tranche avec le travail de la façade.
Pendant la Seconde Guerre mondiale, l'église est en grande partie détruite par les bombardements alliés. Lors du remaniement liturgique apporté à l'occasion de Vatican II, le maître-autel a été conservé au même emplacement, et un nouvel autel a été placé en avant de lui. À nouveau, comme sur la façade, la décoration du maître-autel représente le Christ, placé dans un quadrilobe et entouré des quatre Évangélistes. En revanche, le déplacement liturgique n'a pas supprimé la table de communion préexistante ; chaque colonnette de celle-ci se termine par un chapiteau orné d'une grappe de raisin, tandis que les deux piliers centraux sont ornés de gerbes de blé.

## Caractéristiques et mobilier
L'église est implantée selon une orientation sud-ouest/nord-est, avec son porche ouvrant vers le sud-ouest (et vers la rue Saint-Pierre de Vaise).
Comme de nombreux édifices lyonnais, en particulier de nombreuses églises construites à cette période, Saint-Pierre-de-Vaise est construite principalement en pierres dorées.
Le clocher se tient à l’extrémité nord-est (côté Saône), à l'extérieur du déambulatoire. Sa couverture (et seulement celle du clocher) est en tuiles vernissées à motifs.
L'église possède également un orgue, derrière le chœur, construit en 1882 par le facteur d'orgues Joseph Merklin.
Une partie de la décoration intérieure est réalisée par Claudius Barriot.

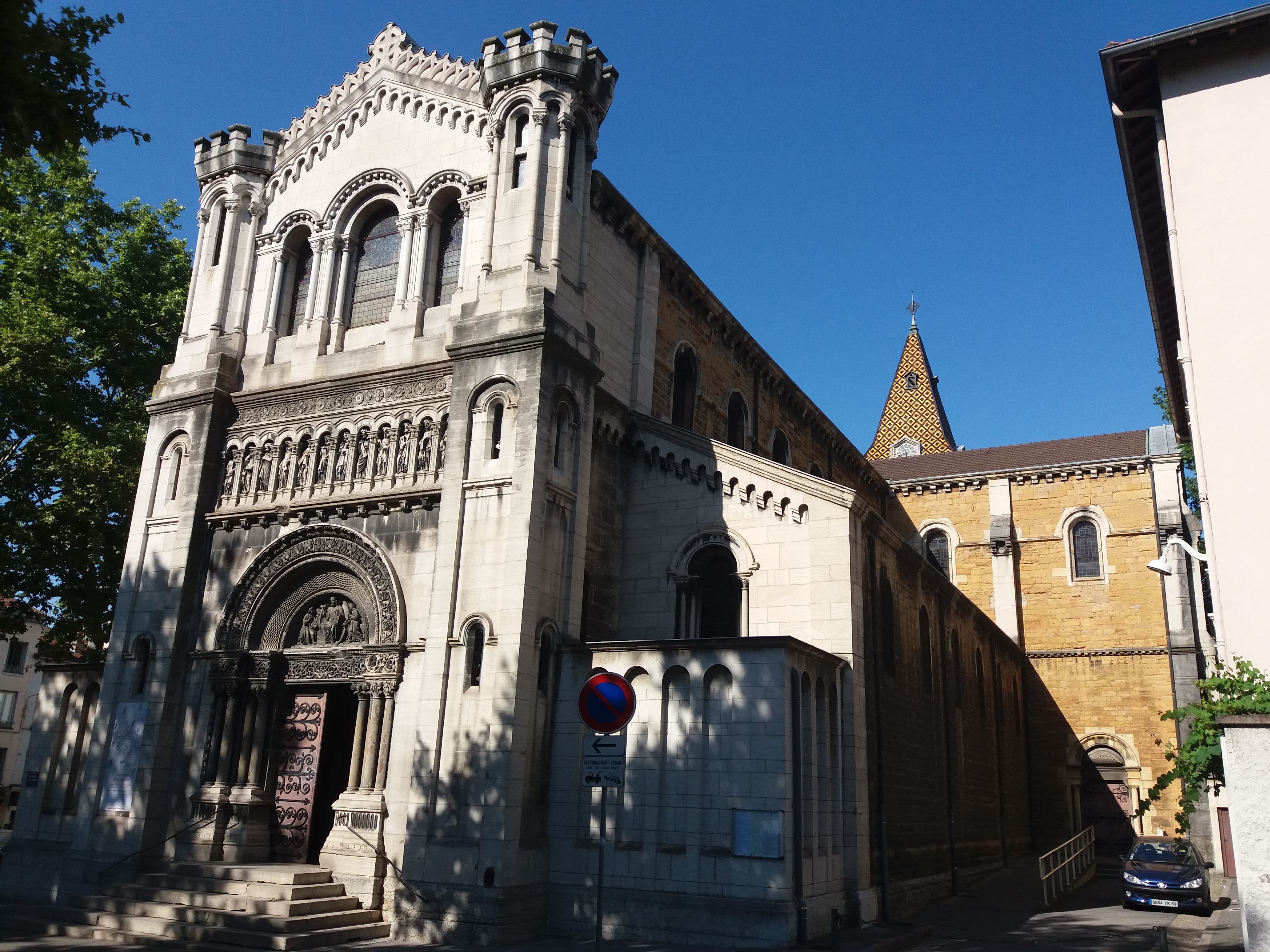
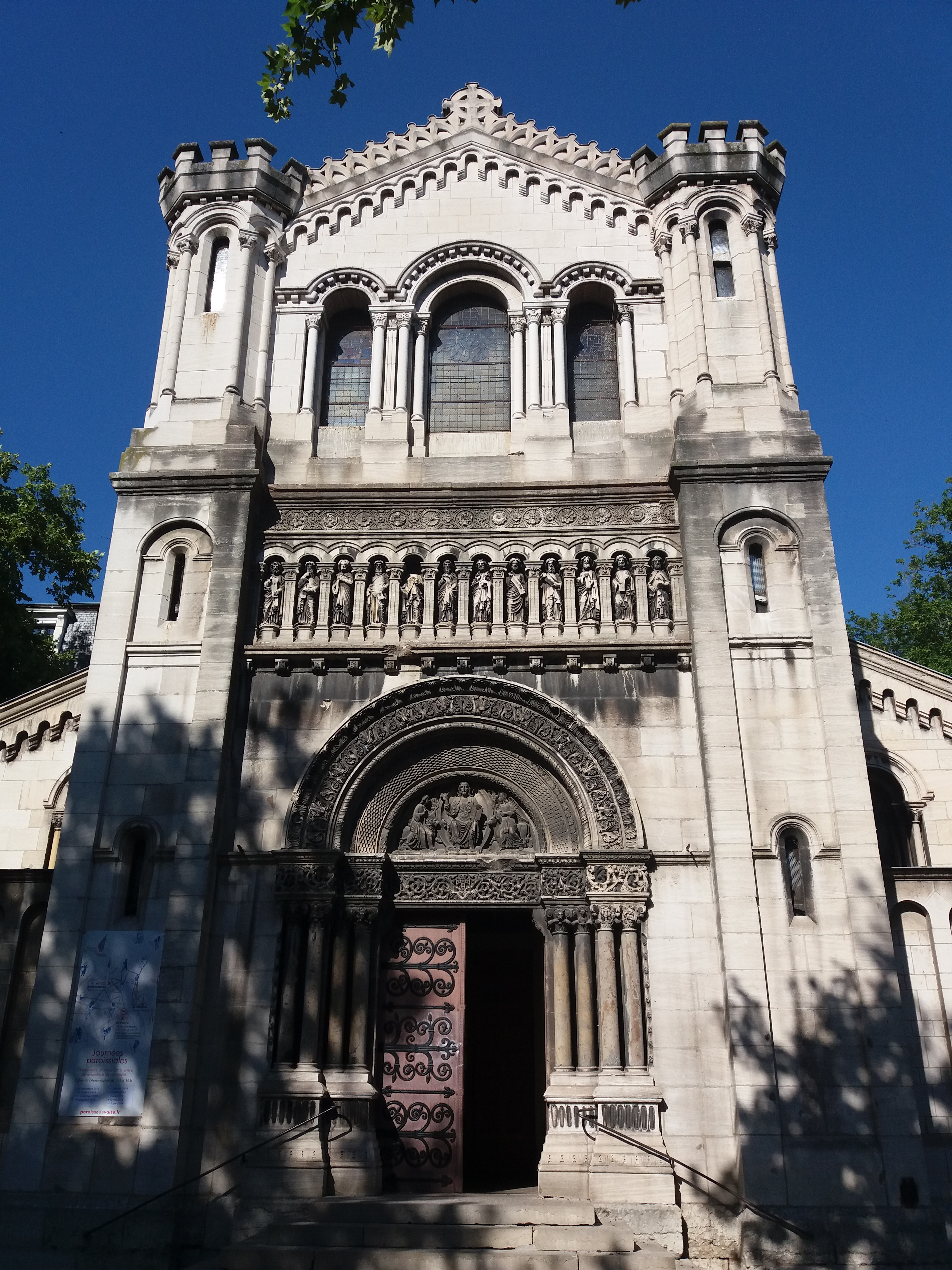
Façade, sud-ouest
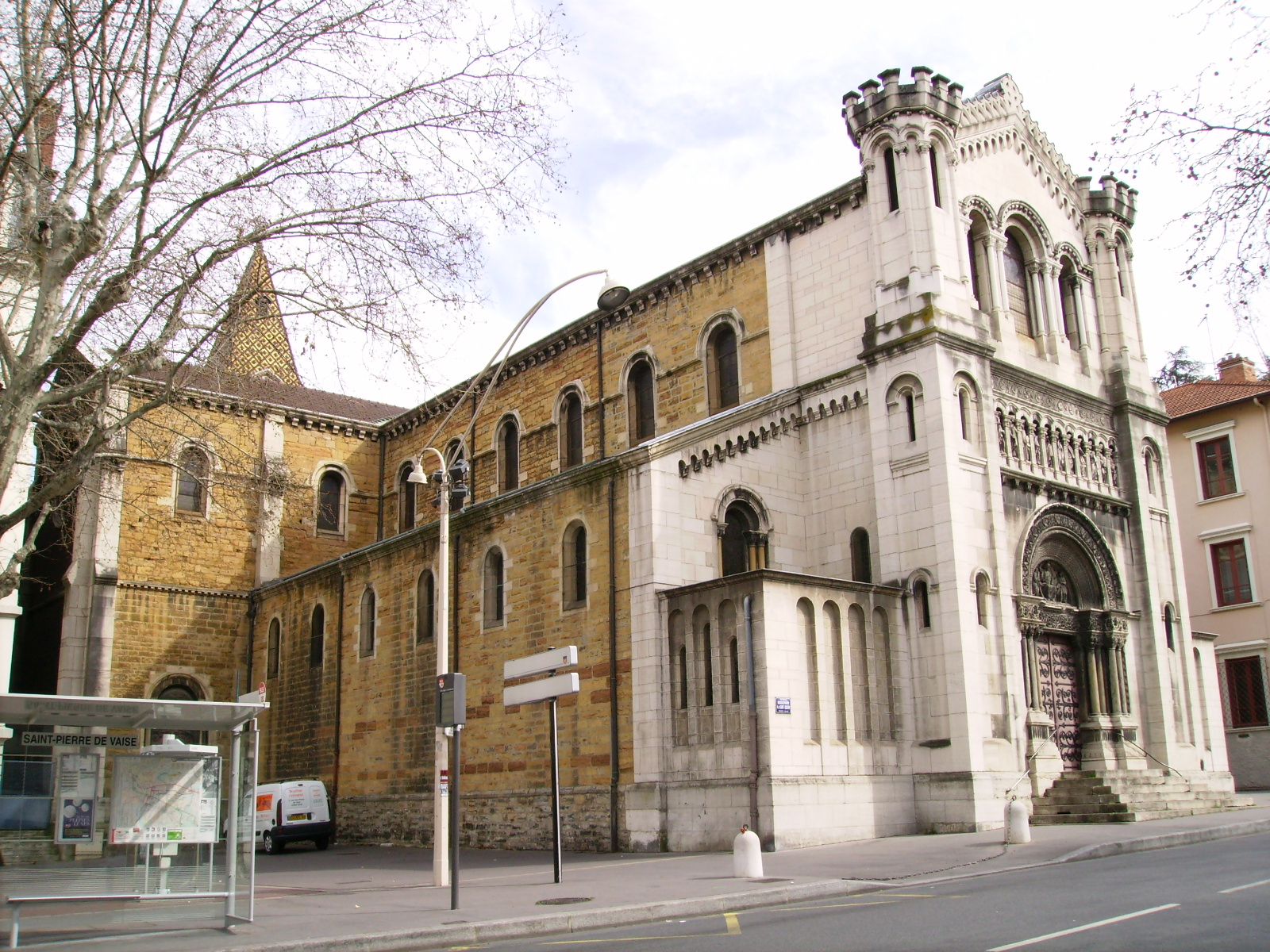

Le portail en façade sud-ouest
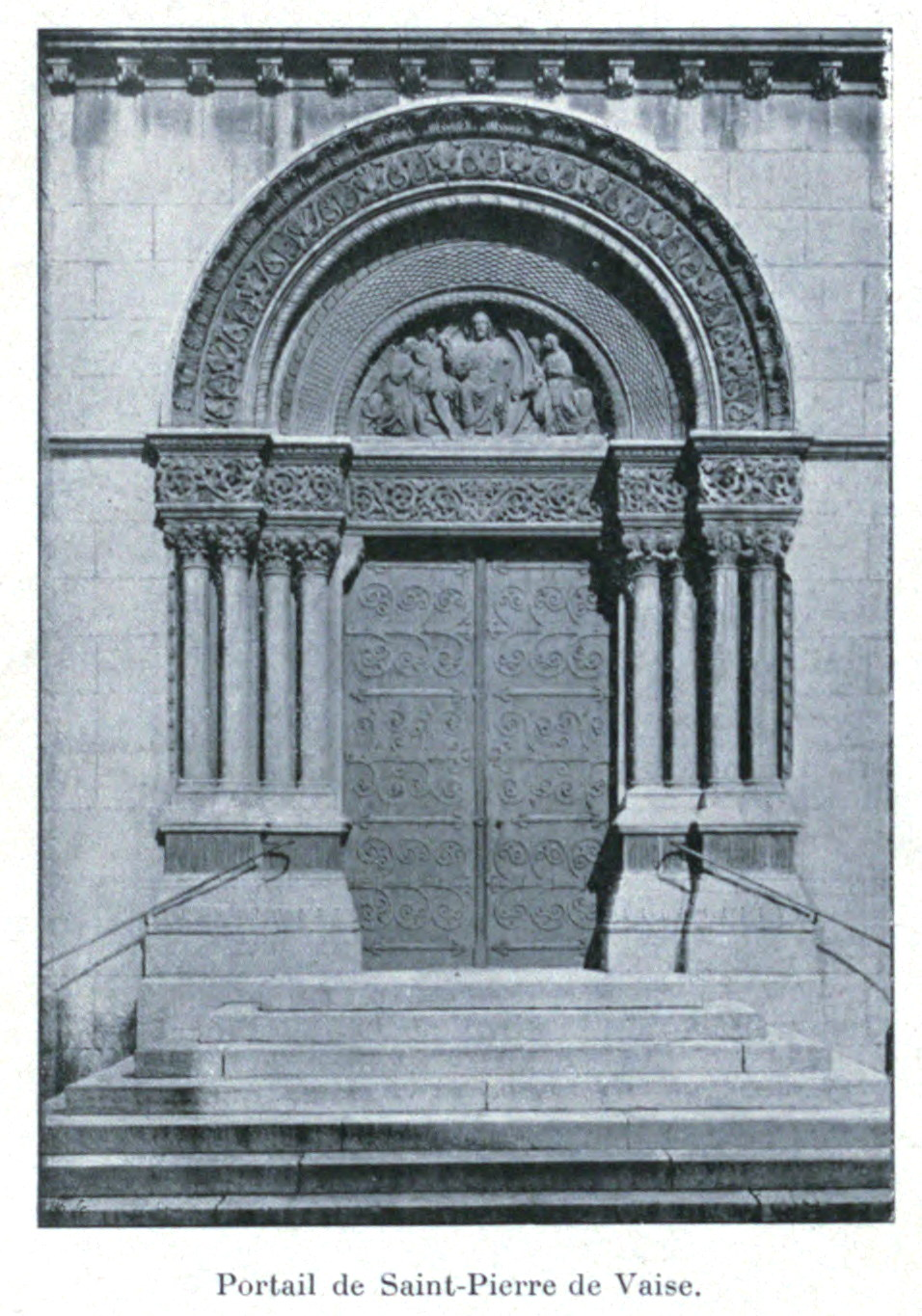
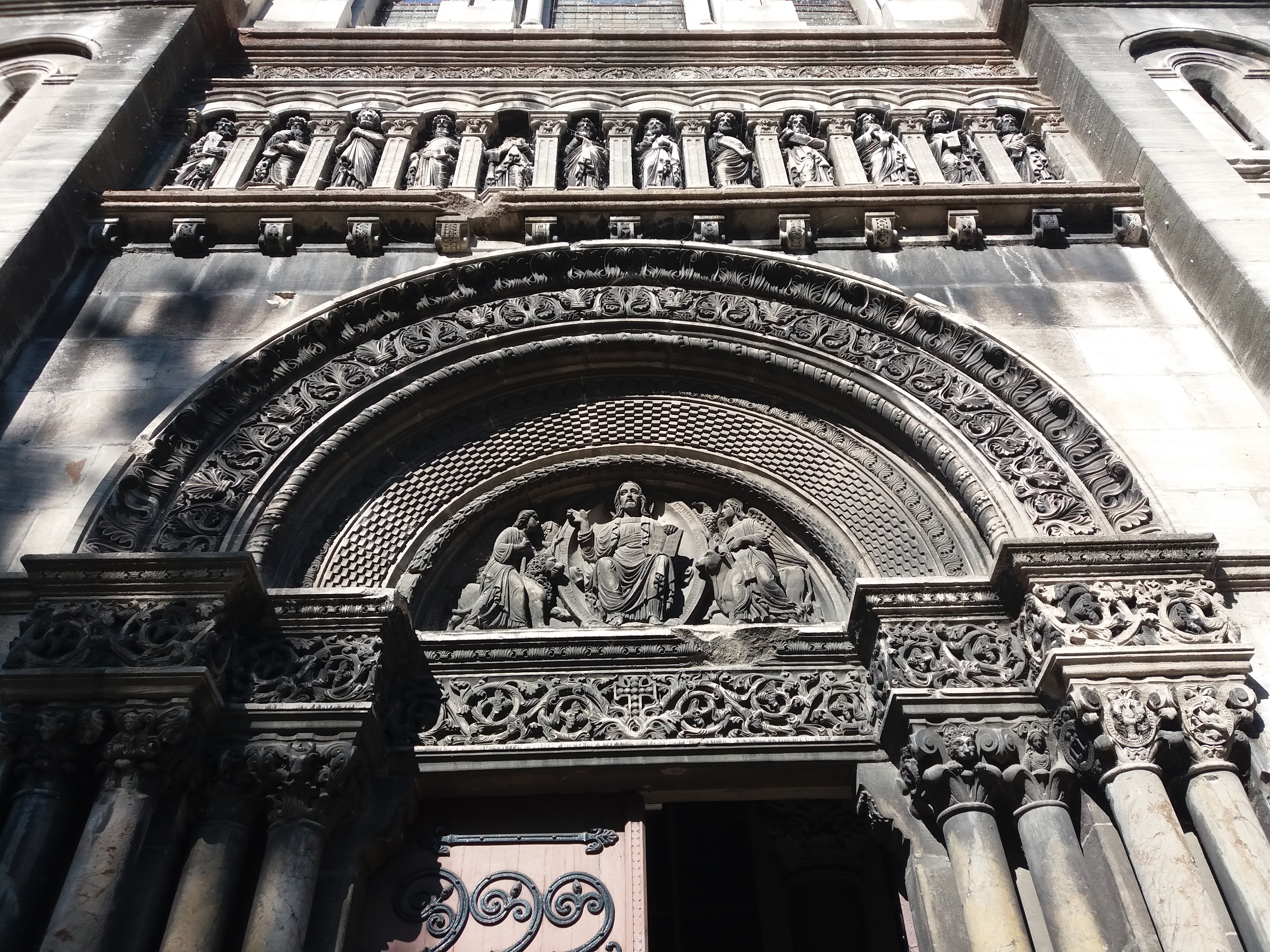
Jésus et les 4 évangélistes dans le tympan, sous la galerie des 12 apôtres. 1850 environ

Intérieur de l'église
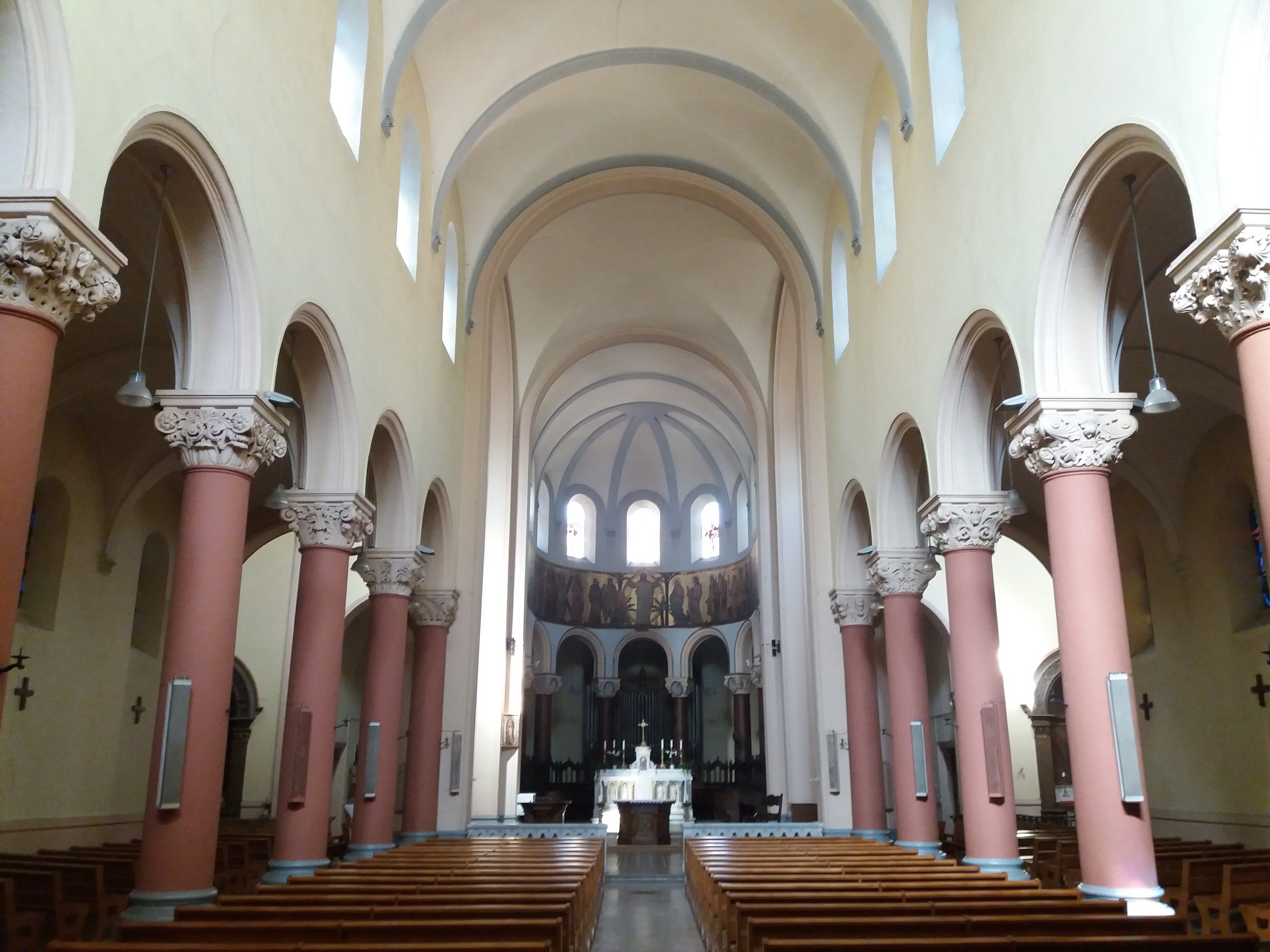
Nef côté chœur
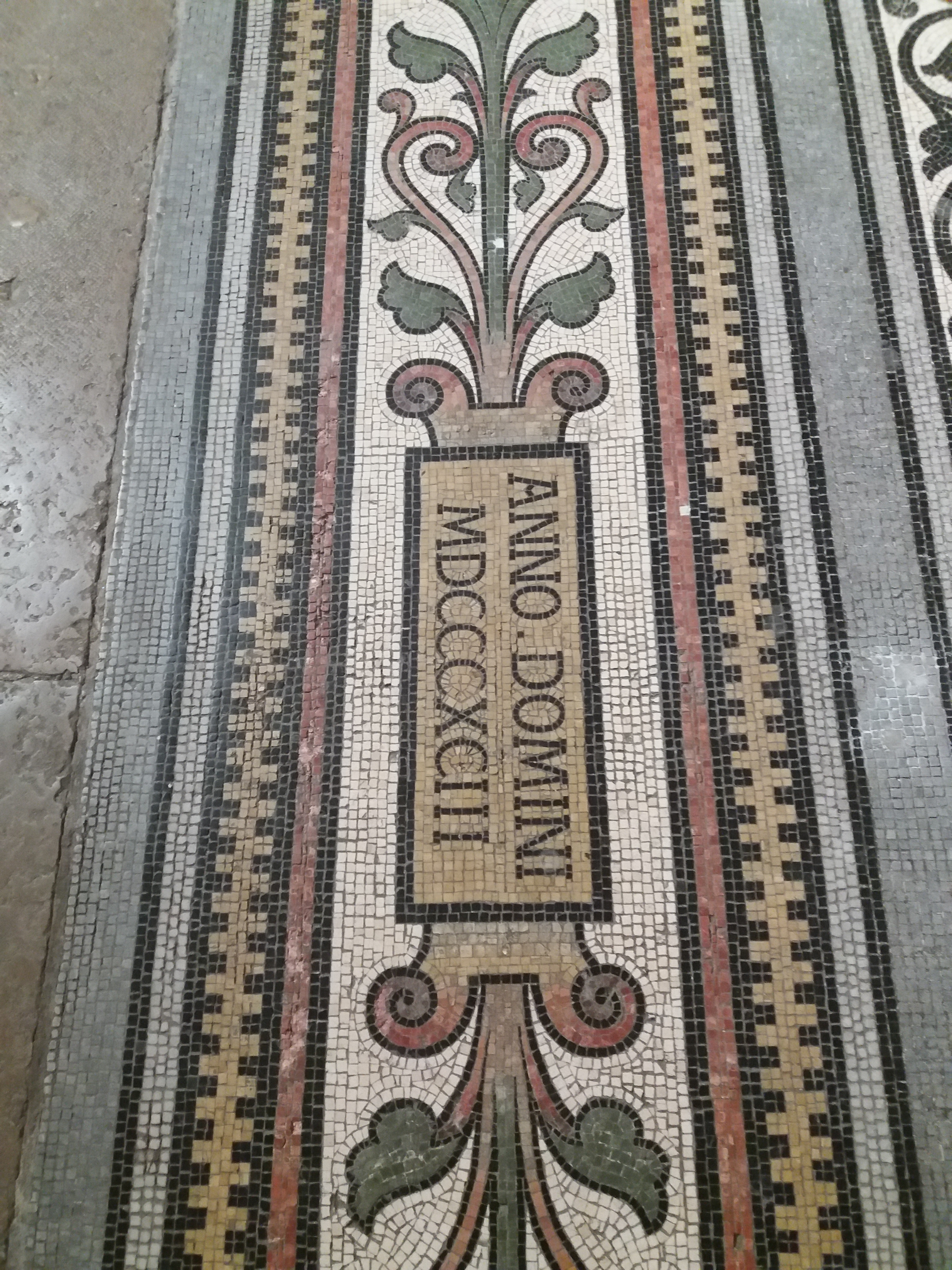
Mosaïque devant le chœur
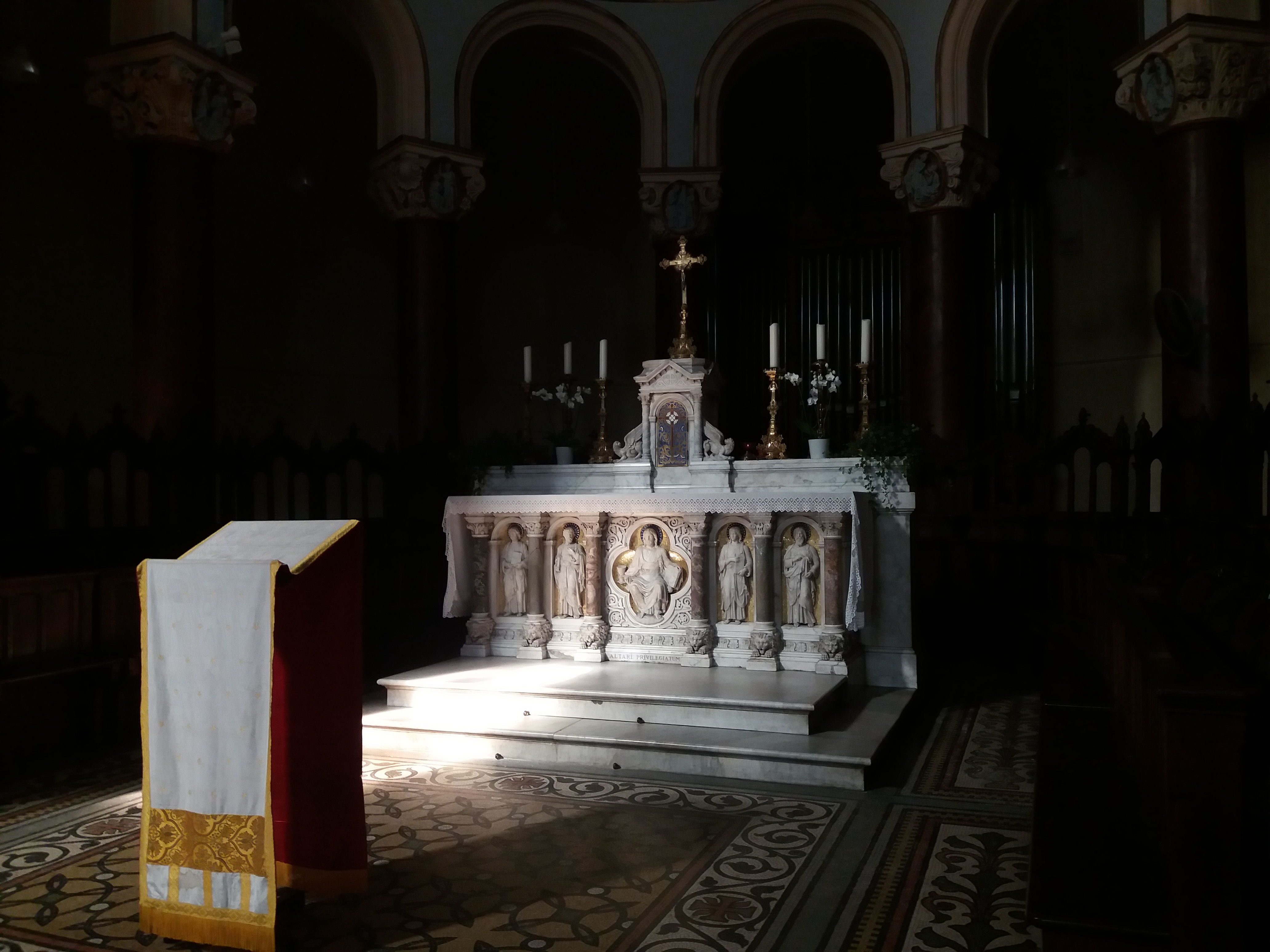
Autel
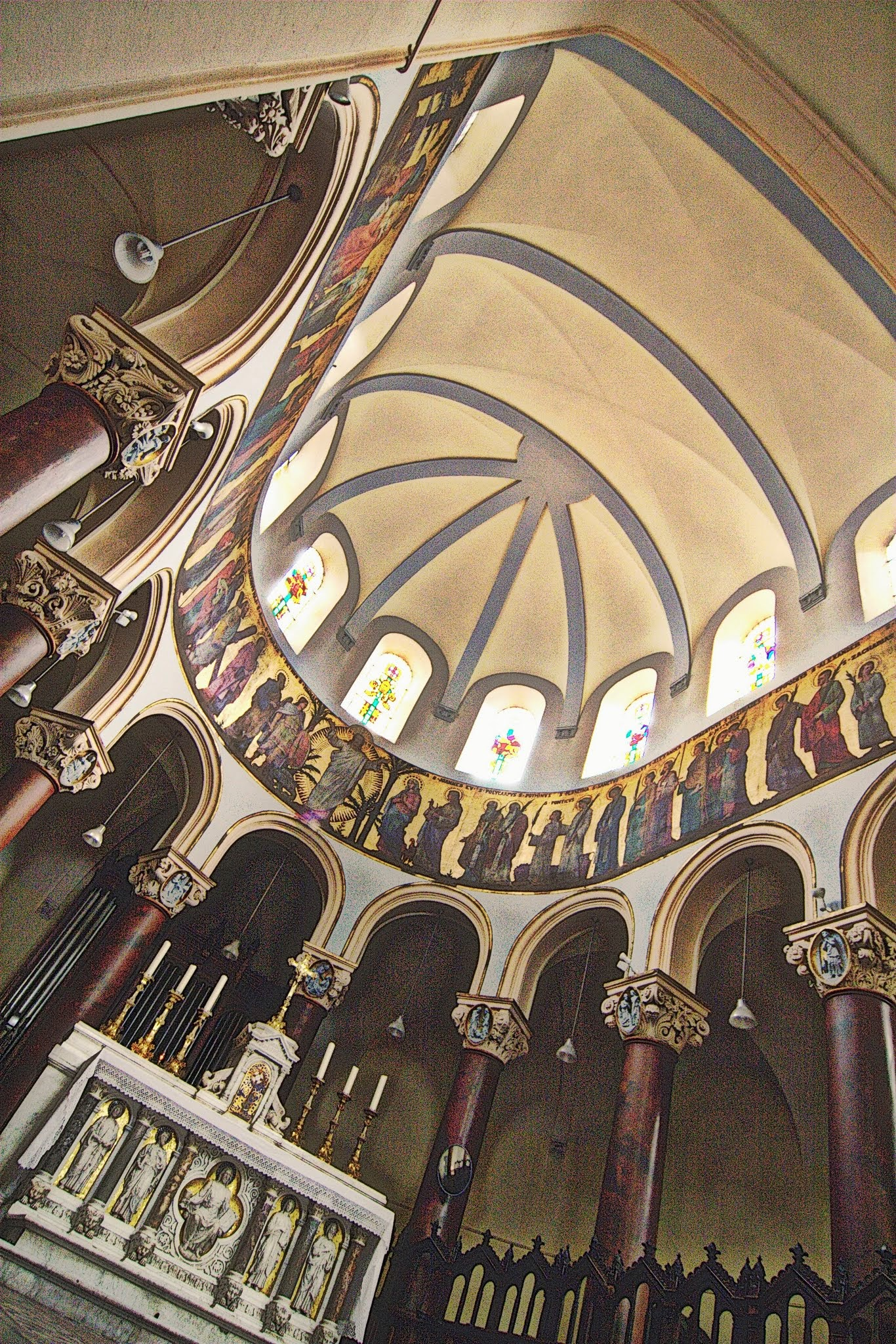
Colonnes, autel et frise du chœur

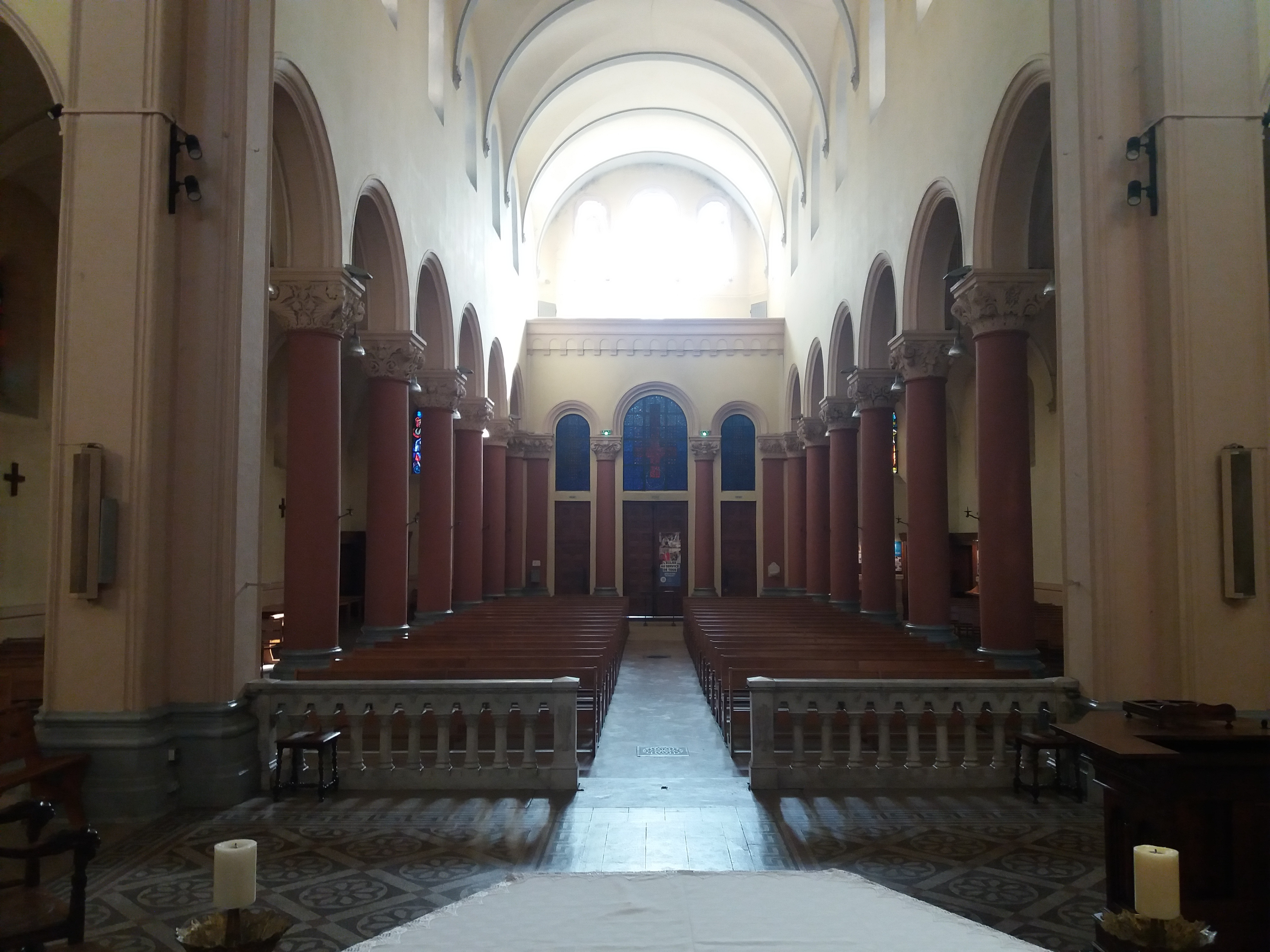
Nef côté portail
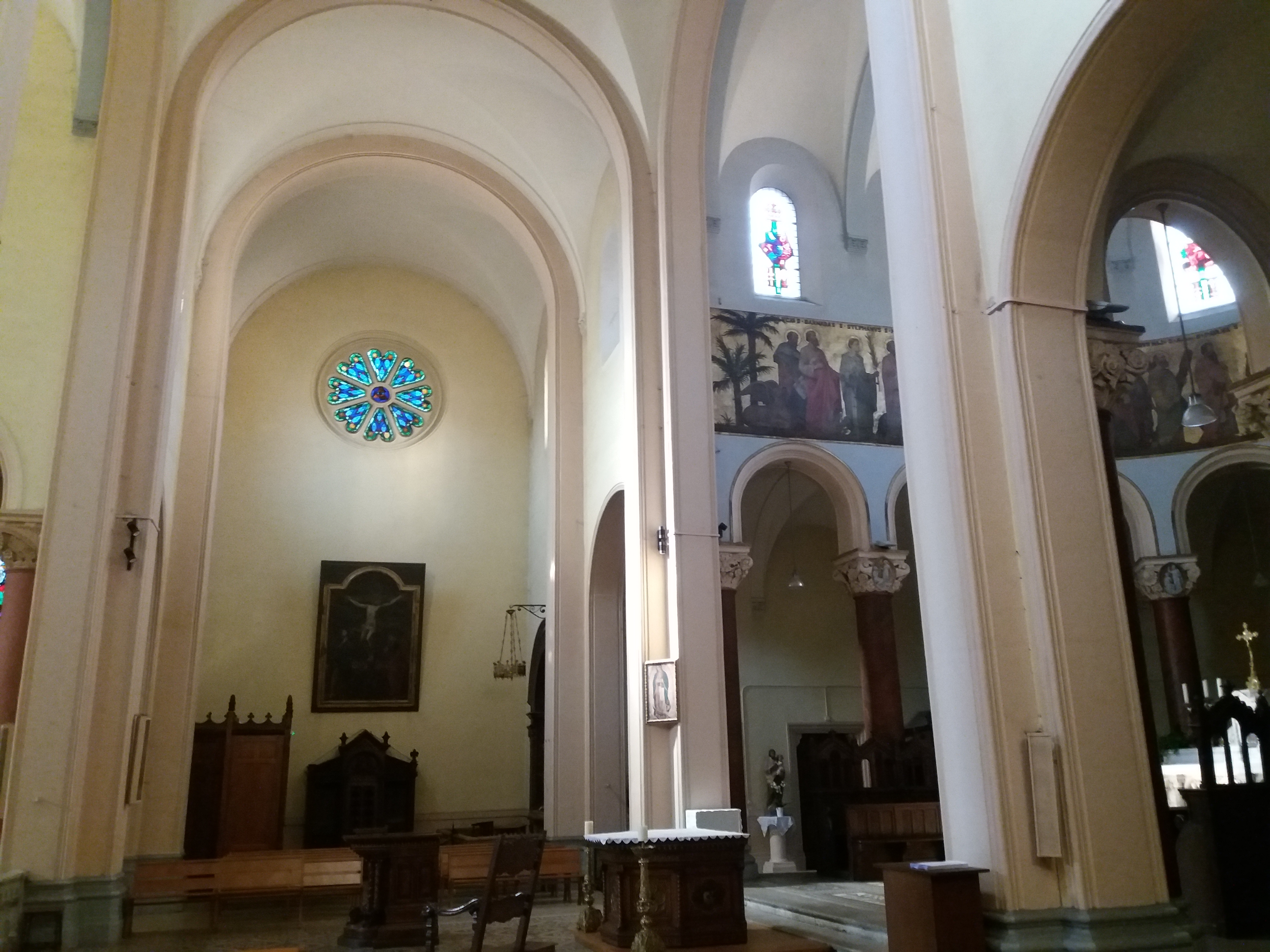
Bras nord-ouest du transept
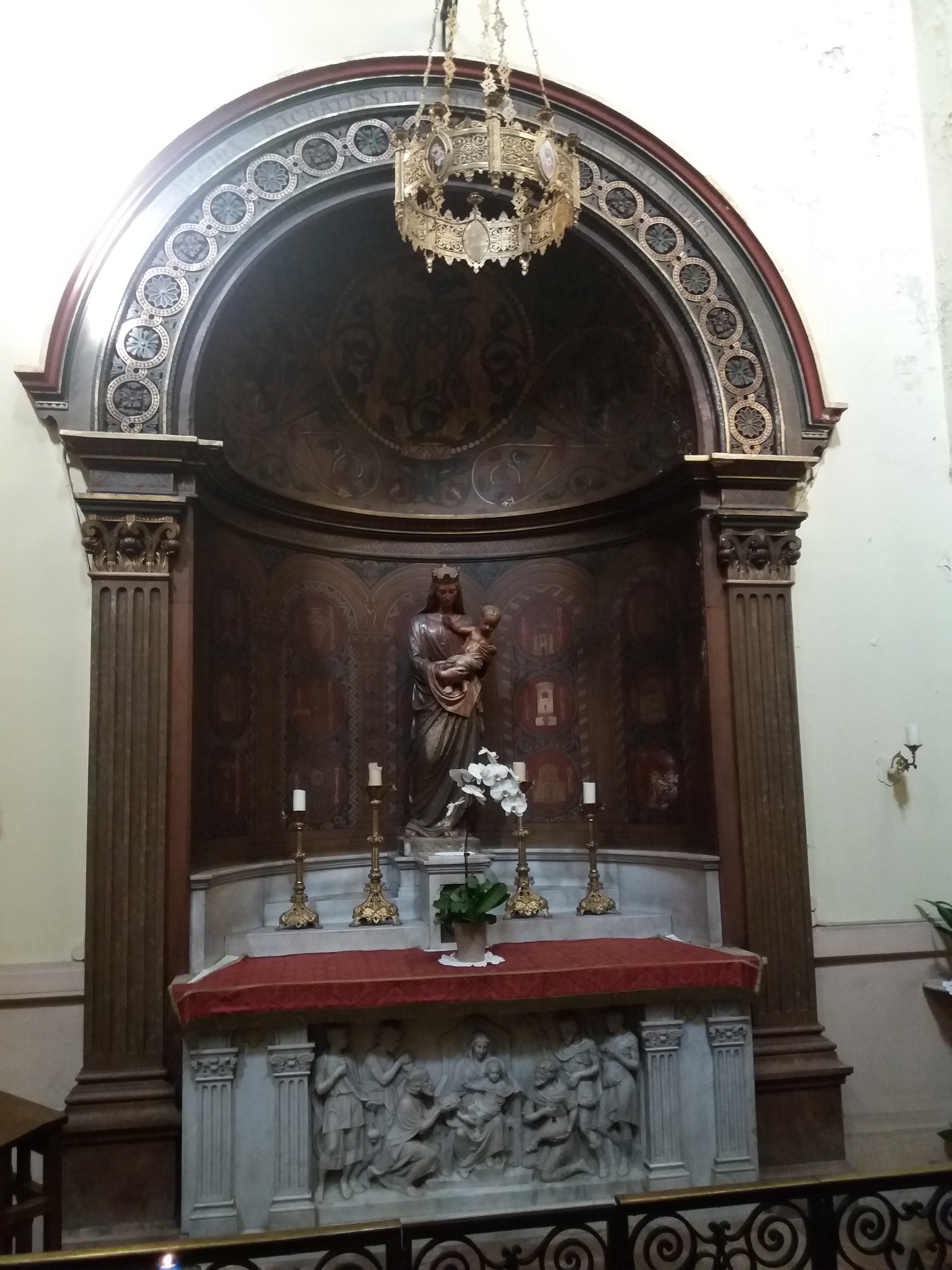
Chapelle du bras sud-est du transept

## Le carillon
Le clocher de l’église abrite un carillon de 15 cloches (depuis l’automne 2024). En 1938, la fonderie Paccard d’Annecy fond un carillon de 12 cloches. Il sera bénit le 26 mars 1939 par le Cardinal Grelier, archevêque de Lyon. En 2024, le carillon est enrichi de trois nouvelles cloches, fondues le 11 juillet, toujours par la fonderie Paccard.

### Composition
- Sol 3 : Jehanne-Zoé

- Si b 3 : Andrée-Clothilde

- Do 4 : Alphonsine-Claire

- Ré 4 : Louise-Marie

- Mi b 4 : Françoise-Henriette

- Mi 4 : Adrienne-Stéphanie

- Fa 4 : Raoule-Aline

- Sol 4 : Juliette-Eugénie

- La b 4 : Henriette-Antonia

- La 4 : Maxime-Catherine

- Si b 4 : Pierrette-Chantal

- Si 4 : Elise  -  Marie-Madeleine (cloche de 2024)

- Do 5 : Antonia-Jeanne

- Ré 5 : Lucie  -  Julie-Victoire (cloche de 2024)

- Mi b 5 : Adélaïde  -  Eugénie (cloche de 2024)

Le clavier du carillon est transpositeur, c’est-à-dire que les touches se situent une seconde majeure au-dessus de la réalité. Autrement dit, lorsque l’on joue le clavier, la note entendue est une seconde majeure au-dessous.

### Les trois cloches de 2024
C’est dans le cadre d'un projet de budget participatif que l’extension du carillon, par trois nouvelles cloches, est mis en œuvre. La Ville de Lyon propose que les noms des trois nouvelles cloches rendent hommage à des personnalités marquantes de l’histoire lyonnaise. Comme les douze cloches de 1939 portaient toutes deux prénoms féminins associés, il est décidé de poursuivre ce principe.
La sélection des six prénoms nécessaires s’effectue à partir d'une liste de 16 personnalités identifiées par les habitants qui avaient déposé le projet. La consultation se déroula du 15 février et le 15 mars 2024 et rassembla 256 votants en ligne.
Cloche 1 : Elise  -  Marie-Madeleine
- Elise Rivet, religieuse de Notre-Dame de la Compassion, à Fourvière, fût déportée au camp de concentration de Ravensbrück et y mourra en mars 1945.

- Marie-Madeleine Fourcade, l'une des rares femmes à avoir dirigé un grand réseau de résistance en France durant la seconde guerre mondiale.

Cloche 2 : Lucie  -  Julie-Victoire
- Lucie Aubrac fût une célèbre résistante française à l'occupation allemande, durant la seconde guerre mondiale.

- Julie-Victoire Daubié fût la première femme française à obtenir le baccalauréat, à Lyon, en 1861.

Cloche 3 : Adélaïde  -  Eugénie
- Adélaïde Perrin fonda à Lyon un hospice pour jeunes filles atteintes de maladies incurables, au cours la première moitié du XIXe siècle.

- Eugénie Brazier, surnommée « la mère Brazier », cheffe cuisinière française, fonda, à Lyon, le restaurant du même nom (établissement emblématique des bouchons lyonnais).

Les trois nouvelles cloches furent exposées dans le hall de la mairie de Vaise du 16 au 21 septembre 2024. Leur installation eu lieu début octobre et l'inauguration du carillon, désormais composé de 15 cloches, se déroula le samedi 12 octobre 2024.